# La Vestale du Gange
Pour plus de détails, voir Fiche technique et Distribution.
La Vestale du Gange (La Vestale du Gange) est un film muet français réalisé par André Hugon, sorti en 1927. 

## Fiche technique
- Titre original : La Vestale du Gange
- Titre français : La Vestale du Gange
- Réalisation : André Hugon
- Société de production : Star Film
- Pays de production : France
- Format : Noir et blanc - Muet - 1,33:1 - 35 mm
- Genre : inconnu
- Date de sortie : 
  - France : 26 août 1927

## Distribution
- Camille Bert
- Max Tréjean
- Georges Melchior
- Paul Franceschi
- Simone d'A-Lal
- Bernhard Goetzke